# Reaxys
Reaxys ist eine umfassende, abonnementsbasierte Online-Datenbank von Elsevier, die darauf ausgelegt ist, chemische Verbindungen, Reaktionen und bibliografische Daten aus wissenschaftlicher Literatur, einschließlich Zeitschriften und Patenten, effizient zugänglich zu machen. Mit diesem System können die Datenbanken Beilstein, Gmelin sowie Patent Chemistry abgefragt werden. Das Benutzerinterface enthält einen Syntheseplaner, Abfragemöglichkeiten, speziell im Bereich Strukturrecherche, differenzierte Filterfunktionen und eine Ähnlichkeitssuche.
Anbieter ist das Verlagshaus Elsevier.